# Grand Prix SAR La Princesse Lalla Meryem 2022
Il Grand Prix SAR La Princesse Lalla Meryem 2022 è un torneo femminile di tennis giocato sulla terra rossa. È la 20ª edizione del torneo, che fa parte della categoria WTA 250 nell'ambito del WTA Tour 2022. Si gioca nel Club des Cheminots di Rabat, in Marocco, dal 15 al 21 maggio 2022.

## Partecipanti

### Teste di serie
| Giocatrice  | Nazionalità         | Ranking* | Testa di serie |
| ----------- | ------------------- | -------- | -------------- |
| Spagna      | Garbiñe Muguruza    | 10       | 1              |
| Australia   | Ajla Tomljanović    | 41       | 2              |
| Spagna      | Nuria Párrizas Díaz | 51       | 3              |
| Egitto      | Mayar Sherif        | 62       | 4              |
| Ungheria    | Anna Bondár         | 69       | 5              |
| Cina        | Zheng Qinwen        | 73       | 6              |
| Paesi Bassi | Arantxa Rus         | 74       | 7              |
|             | Anna Kalinskaja     | 75       | 8              |
| Svezia      | Rebecca Peterson    | 77       | 9              |

* Ranking al 9 maggio 2022.

### Altre partecipanti
Le seguenti giocatrici hanno ricevuto una Wild card:
- Petra Marčinko
- Garbiñe Muguruza
- Lulu Sun

Le seguenti giocatrici sono passate dalle qualificazioni:

- Cristiana Ferrando
- Ekaterina Rejngol'd
- You Xiaodi
- Carol Zhao

Le seguenti giocatrici sono state ripescate in tabellone come lucky loser:
- Tessah Andrianjafitrimo
- Anna Danilina

### Ritiri
Prima del torneo
- Magdalena Fręch → sostituita da  Marcela Zacarías
- Beatriz Haddad Maia → sostituita da  Catherine Harrison
- Ivana Jorović → sostituita da  Kristina Mladenovic
- Ann Li → sostituita da  Kamilla Rachimova
- Julija Putinceva → sostituita da  Ulrikke Eikeri
- Laura Siegemund → sostituita da  Dalma Gálfi
- Alison Van Uytvanck → sostituita da  Astra Sharma
- Wang Xinyu → sostituita da  Anna Danilina
- Zheng Qinwen → sostituita da  Tessah Andrianjafitrimo

## Partecipanti doppio
| Nazionalità | Giocatrice          | Nazionalità | Giocatrice         | Ranking* | Testa di serie |
| ----------- | ------------------- | ----------- | ------------------ | -------- | -------------- |
| Giappone    | Eri Hozumi          | Giappone    | Makoto Ninomiya    | 87       | 1              |
| Romania     | Monica Niculescu    |             | Aleksandra Panova  | 114      | 2              |
|             | Natela Dzalamidze   |             | Kamilla Rachimova  | 115      | 3              |
| Francia     | Kristina Mladenovic | Giappone    | Ena Shibahara      | 123      | 4              |
| Norvegia    | Ulrikke Eikeri      | Stati Uniti | Catherine Harrison | 128      | 5              |

* Ranking al 9 maggio 2022.

### Altre partecipanti
Le seguenti giocatrici hanno ricevuto una wild card per il tabellone principale:
- Yasmine Kabbaj /  Ekaterina Kazionova

### Ritiri
Prima del torneo
- Anna Danilina /  Beatriz Haddad Maia → sostituite da  Anastasia Dețiuc /  Jana Sizikova
- Kristina Mladenovic /  Ena Shibahara → sostituite da  Clara Burel /  Kristina Mladenovic

## Punti e montepremi
| Torneo              | V       | F       | SF     | QF     | 2T     | 1T     | Q    | Q1     |
| Singolare           | 280     | 180     | 110    | 60     | 30     | 1      | 18   | 1      |
| Premi in denaro ($) | $20 161 | $11 290 | $6 214 | $4 153 | $3 347 | $2 621 | N.D. | $1 613 |
| Doppio              | 280     | 180     | 110    | 60     | N.D.   | 1      | N.D. | N.D.   |
| Premi in denaro (€) | $7 528  | $4 032  | $2 524 | $1 588 | N.D.   | $1 250 | N.D. | N.D.   |

## Campionesse

### Singolare
Martina Trevisan ha sconfitto in finale  Claire Liu con il punteggio di 6-2, 6-1.
- È il primo titolo della carriera per la Trevisan.

### Doppio
Eri Hozumi /  Makoto Ninomiya hanno sconfitto in finale  Monica Niculescu /  Aleksandra Panova con il punteggio di 6(7)-7, 6-3, [10-8].